# Reggatta de Blanc (utwór instrumentalny)
Reggatta de Blanc – utwór instrumentalny w 1979 roku nagrany przez brytyjski zespół The Police, który jest tytułową ścieżką na drugim albumie zespołu.
Ta kompozycja wyewoluowała z improwizowanych sesji podczas występów grupy, gdy muzycy grali awista partie w trakcie wykonywania piosenki „Can’t Stand Losing You”. W jednym z wywiadów perkusista zespołu, Stewart Copeland, stwierdził:

Ten instrumentalny numer jest efektem naszej wizyty w Stanach i konieczności rozciągnięcia naszego setu poprzez improwizowanie. To było właśnie takie improwizowanie, które urosło do miana utworu, jaki ostatecznie nagraliśmy.

John Harris na łamach brytyjskiego czasopisma muzycznego „Mojo” napisał, że ten utwór zawierający wokalizy Stinga pochodzące z występów scenicznych (Gee-yo, Gee-yo, Gee-yo-yo), został zamknięty w blisko trzyminutowej formie. Dodał, że jako druga ścieżka na albumie stanowi „swobodną próbę będącą odpowiedzią na ekspansywny art pop, który stawał się ich warsztatem”.
W 1981 roku zespół The Police został uhonorowany nagrodą Grammy w kategorii Best Rock Instrumental Performance za ten utwór.

## Personel
- Stewart Copeland – perkusja
- Sting – gitara basowa, śpiew
- Andy Summers – gitara